# SimCity Social
SimCity Social é um jogo para o Facebook. Assim como o SimCity original, SimCity Social deixa o jogador criar a sua própria cidade. Contudo, similar ao The Sims Social, SimCity Social permite que o jogador interaja com as cidades de seus amigos do Facebook. O jogo foi desenvolvido pela Maxis e Playfish e foi publicado pela Electronic Arts. Foi anunciado na E3 2012, durante a conferência de imprensa da EA.